# リアクション ザ ブッタ
リアクション ザ ブッタ（Reaction The Buttha、英略：RTB）は、日本の3人組ロックバンド。略称は、ブッタ。

## メンバー
佐々木直人（ささきなおと、1992年1月18日（33歳）‐）
福島県郡山市生まれ埼玉県育ち。血液型はB型。
ボーカル＆ベース担当。バンドの全楽曲の作詞作曲を行っている。
木田健太郎（きだけんたろう、1991年9月30日（33歳）‐）
熊本県生まれ東京都と埼玉県育ち。血液型はAB型。ギター＆コーラス担当。
バンド公式キャラクターの「ご飯大盛りくん」の生みの親である。
大野宏二朗（おおのこうじろう、1992年5月18日（33歳）‐）
滋賀県生まれ滋賀県育ち。血液型はAB型。ドラムス担当。
バンド名には特に意味がなく、ひらがなかカタカナかつ日本っぽい和風なものをという木田の提案によるもの。
最初は「ブッダ」であったが、宗教感がでるということで「ブッタ」になった。

## 来歴
2008年
- 3月、佐々木直人と木田健太郎を中心に結成。
- 4月18日、西川口Heartsにて初ライブを行う。
- 10月11日、咲いたまつり本戦に出場。さいたまスーパーアリーナにて演奏。

2009年
- 3月30日、1st Single「How about you?」をリリース。
- 4月26日、TEENS ROCK IN HITACHINAKA 2009最優秀賞を受賞。ROCK IN JAPAN FESTIVAL 2009への出場権を獲得。
- 7月31日、ROCK IN JAPAN FESTIVAL 2009出場。
- 8月11日、西川口Heartsにて初の主催ライブイベントを開催。受験勉強のため活動休止。

2010年
- 3月25日、西川口Heartsにて行われたライブより活動再開。
- 5月16日、TEENS ROCK IN HITACHINAKA 2010に昨年度最優秀バンドとしてゲスト出演。
- 8月8日、TEENS ROCK IN SHANGHAIで上海万博に出演。
- 9月11日、韓国仁川青少年ロックフェスに日本人唯一のゲスト出演。
- 12月15日、1st mini album「MORATORIUM」をリリース。西川口Heartsにてレコ発主催ライブイベントを開催。

2011年
- 10月28日、西川口Heartsにて初のワンマンライブを行う。

2012年
- 1月5日、西川口Heartsにて主催ライブイベント「平成ゆとりジェネレーション～成人式直前SP～」を開催。
- 5月4日、2nd mini album「イチニツイテ」をリリース。
- 8月、9月、10月、3ヶ月連続自主企画「POP HEART」を東京・埼玉にて開催。
- 11月17日、西川口Heartsにて2度目のワンマンライブを行う。

2013年
- 4月26日、下北沢GARAGEにて自主企画ライブ「心をあらって、笑って」を開催。
- 9月15日、コクーン新都心 コクーンプラザでのライブを皮切りに、3rd mini album「DIAL9」リリースツアーを開催。
- 10月18日、3rd mini album「DIAL9」をリリース。西川口Heartsにてレコ発主催ライブイベントを開催。
- 11月22日、西川口Heartsにて3度目のワンマンライブ「リアクション ザ ブッタ ワンマンライブ～ゆとりもこれまで～」を行う。
- 12月19日、全国のTSUTAYA、WonderGOO114店舗にて「DIAL9」のレンタルが開始。

2014年
- 1月18日、西川口Heartsにて全国レンタル開始記念企画「That's the way」を開催。
- 10月17日、4th mini album「HUMAN」をリリース。西川口Heartsにてレコ発主催ライブイベント「リアクション ザ ブッタ『あなたも体のイ・チ・ブTour 2014』～CD発売！ここからはじまる～」を開催。これを皮切りに全24公演に及ぶ初の全国ツアー「あなたも体のイ・チ・ブTour 2014」を開催。
- 12月13日、西川口Heartsにてツアーファイナルワンマンライブ「『あなたも体のイ・チ・ブTour 2014 FINAL』"ワンマンライブ～人間だもの～"」を行う。
- 12月18日、RO69JACK14/15優勝。COUNTDOWN JAPAN 14/15への出演が決定。
- 12月28日、COUNTDOWN JAPAN 14/15に出演。

2015年
- 3月3日、HEAVEN'S ROCK さいたま新都心 VJ-3でのライブを皮切りに、全9公演の全国ツアー「お前も体のイ・チ・ブにしてやろうか"HUMAN"Tour2015 春」を開催。
- 3月6日、西川口Heartsにて主催ライブイベント「リアクション ザ ブッタ presents『ライブは最高です！vol.1』」を開催。
- 5月3日、さいたまスーパーアリーナ TOIROでのライブを皮切りに全10公演のツアー「"HUMAN"Tour2015 春 追加公演『チェ・ホンマ卒業Tour』」を開催。
- 6月19日、西川口Heartsにてツアーファイナルワンマンライブ「"HUMAN"Tour2015 春 追加公演『チェ・ホンマ卒業TOUR FINAL ONEMAN LIVE』"ほんまに最後の夜～今までと、これから～」を行う。この日をもってDr.本間風理がバンドを卒業。
- 9月4日、西川口にて主催ライブイベント「平成ゆとりジェネレーションvol.3」を開催。これを皮切りに全10公演の全国ツアー「残暑ぶっとばすざんしょ！TOUR2015」及び、ポタリとのスプリットツアー「ポタリ×ブッタスプリットツアー～ブッタの目から涙がポタリ～」を開催。
- 10月31日、JOKA FES 2015に出演。
- 11月4日、5th mini album「Fantastic Chaos」をリリース。
- 11月14日、西川口Heartsにてレコ発主催ライブイベントを開催。これを皮切りに全25公演に及ぶ全国ツアー「混沌のファンタスティックツアー2015-2016」を開催。

2016年
- 2月7日、でらロックフェスティバル2016に出演。
- 2月26日、TSUTAYA O-Crestにてツアーファイナル、初の東京ワンマンライブ「混沌のファンタスティックツアー2016 FINAL」を行う。同日、半年間サポートを務めたDr.大野宏二朗が正式メンバーとして加入。
- 3月10日、下北沢ReGでのライブを皮切りに、全12公演の全国ツアー「ブッタと行く、戦いの春ツアー」及び、Nina lovegoodとのスプリットツアー「リアクション ザ ブッタ×Nina lovegood 2016 SPRING TOUR」を開催。
- 5月4日、NIIGATA RAINBOW ROCK 2016に出演。
- 5月5日、GOLD RUSH 2016に出演。
- 7月2日、見放題2016に出演。
- 7月31日、Reborn-Art Festival × ap bank fes 2016に出演。
- 9月4日、SILENT SIREN主催、サイサイフェス2016に出演。
- 9月17日、イナズマロックフェス2016に出演。
- 10月1日、SKY-HIのツアー「SKY-HI Live House Tour 2016 ～Round A Ground～」の青森編に出演。
- 10月10日、MINAMI WHEEL 2016に出演。
- 10月19日、6th mini album「Wonder Rule」をリリース。
- 11月1日、大阪2nd LINEでのライブを皮切りに、全23公演の全国ツアー「Wonder Rule Release Tour 2016-2017」を開催。

2017年
- 1月20日、名古屋APOLLO BASEにて、名古屋では初となる主催ライブイベント「Wonder Rule Release Tour 2016-2017～ルール無用の激烈名古屋戦～」を開催。
- 1月29日、大阪2nd LINEにて、大阪では初となる主催ライブイベント「Wonder Rule Release Tour 2016-2017～ルール無用の白熱大阪戦～」を開催。
- 2月11日、原宿ASTRO HALLにて、ツアーファイナルワンマンライブ「Wonder Rule Release Tour 2016-2017 FINAL ワンマンライブ～あなたの勇気を照らす最後のRule～」を行う。
- 3月4日、見放題東京2017に出演。
- 3月18日、HAPPY JACK 2017に出演。
- 3月19日、SANUKI ROCK COLOSSEUMに出演。
- 4月18日、MICHAEL主催フェス、MICHAEL SPRING JUMPING CIRCUS 2017【2nd Day】にFirst Actとして出演。
- 5月4日、NIIGATA RAINBOW ROCK 2017に出演。
- 6月3日、東海地区最大のオムニバス・ライブサーキットイベントSAKAE SP-RING 2017に出演。
- 7月1日、見放題2017に出演。
- 7月23日、NUMBER SHOT 2017に出演。
- 7月29日、Reborn-Art Festival 2017× ap bank fesに出演。
- 8月12日、TREASURE05X 2017 ELL 40th ANNIVERSARY SPECIAL-LEGENDARY SOULS-に出演。
- 8月30日、SILENT SIREN主催、サイサイフェス2017に出演。
- 9月17日、日本最大級のライブサーキットイベント、TOKYO CALLING 2017に出演。
- 9月22日、レコチョクによる共創・体験型プラットフォーム「WIZY」にて、『After drama』のMV制作プロジェクトを行うことを発表。38日間で目標の146％を達成。
- 10月9日、MINAMI WHEEL 2017に出演。
- 10月18日、代官山SPACE ODDにて、3ヶ月連続・東京ワンマンライブ「人たらしRock show vol.1～初夜は必ずあなたと〜」を開催。
- 10月21日、HOKURIKU Girls girls FESTIVAL 2017にオープニングアクトとして出演。
- 11月8日、SKY-HIのツアー「SKY-HI Round A Ground 2017」の埼玉編に出演。
- 11月16日、代官山SPACE ODDにて、3ヶ月連続・東京ワンマンライブ「人たらしRock show vol.2～あなたの好きにさせるから～」を開催。
- 12月2日、SKY-HIのツアー「SKY-HI Round A Ground 2017」の山形編に出演。
- 12月6日、7th mini album「After drama」をリリース。同日、代官山SPACE ODDにて、3ヶ月連続・東京ワンマンライブ「人たらしRock show vol.3～CD買ってライブに恋～ 」を開催。
- 12月11日、豊洲PITにて行われたSKY-HIのツアー「SKY-HI Round A Ground 2017」のファイナル公演「SKY-HI Round A Ground 2017 Special Fainal in Tokyo」に出演。

2018年
- 2月17日、西川口Heartsでのライブを皮切りに、全6公演の全国ツアー「 "After drama" Release Tour 2018～愛を吠える犬って、イタい？～」を開催。
- 3月17日、HAPPY JACK 2018に出演。
- 3月18日、SANUKI ROCK COLOSSEUMに出演。
- 3月25日、代官山UNITにてツアーファイナルワンマンライブを開催。
- 4月29日、ARABAKI ROCK FEST.18に出演。
- 5月4日、NIIGATA RAINBOW ROCK 2018に出演。
- 5月6日、GOLD RUSH 2018に出演。
- 5月27日、MiMiNOKOROCK FES JAPAN in 吉祥寺に出演。
- 6月3日、SAKAE SP-RING 2018に出演。
- 6月30日、SUMMER TIME LOVER CIRCUIT「サマラバ！」2018に出演。
- 7月1日、MORNING RIVER SUMMIT～10TH ANNIVERSARY SPECIAL～に出演。
- 7月7日、見放題2018に出演。
- 7月15日、JAPAN'S NEXT 渋谷JACK 2018 SUMMERに出演。
- 7月16日、篠島フェス 2018に出演。
- 8月12日、TREASURE05X 2018-WAITING FOR IGNITION-に出演。
- 8月18日、SUMMER SONIC 2018に出演。
- 8月24日、Fight in お台場 2018に出演。
- 8月25日、MUSIC MONSTERS 2018-Summer-に出演。
- 8月26日、a-nation 2018に出演。
- 9月1日、SILENT SIREN主催、サイサイフェス2018に出演。
- 9月4日、フクオカロックフェスに出演。
- 9月17日、TOKYO CALLING 2018に出演。
- 10月6日、MEGA★ROCKS 2018に出演。
- 10月8日、MINAMI WHEEL 2018～20th Anniversary～に出演。
- 10月13日、岡山PEPPERLANDでのライブを皮切りに、全11公演の全国ツアー「リアクション ザ ブッタ Tour 2018～Mini Album『Single Focus』Release Tour～」を開催。
- 10月17日、8th mini album「Single Focus」をリリース。
- 12月9日、JAPAN'S NEXT 渋谷JACK 2018 WINTERに出演。

2019年
- 1月1日、CDTVスペシャル! 年越しプレミアライブ 2018→2019に出演。同時に動画配信サービスParaviでのバックステージ生配信にも出演。
- 1月19日、「リアクション ザ ブッタ Tour 2018～Mini Album『Single Focus』Release Tour～」追加公演として、名古屋ell.SIZEにて、名古屋では初となるワンマンライブを開催。
- 1月20日、「リアクション ザ ブッタ Tour 2018～Mini Album『Single Focus』Release Tour～」追加公演として、大阪2nd LINEにて、大阪では初となるワンマンライブを開催。
- 2月2日、でらロックフェスティバル2019に出演。
- 2月11日、渋谷duo MUSIC EXCHANGEにて、ツアーファイナルワンマンライブを開催。
- 2月16日、BOMBER-E LIVE CIRCUIT 2019に出演。
- 3月2日、見放題東京2019に出演。
- 3月21日、shibuya circuit live Vita va raveに出演。
- 3月22日、HIROSHIMA MUSIC STADIUM -ハルバン'19-に出演。
- 3月24日、SANUKI ROCK COLOSSEUM 2019に出演。
- 4月2日、ZIP-FMにて初となるレギュラー番組「BUTTAMAGE!!!」が放送開始。
- 4月6日、おと酔いウォーク2019に出演。
- 4月13日、渋谷CHELSEA HOTELでのライブを皮切りに、「リアクション ザ ブッタ 3ヶ月連続2マンライブ～Sparkle～」を開催。（4/13 w:alcott、5/17 w:ドラマストア、6/21 w:Brian the Sun）
- 5月4日、NIIGATA RAINBOW ROCK 2019に出演。
- 5月25日、猪苗代野外音楽堂 音開き2019に出演。
- 5月26日、MiMiNOKOROCK FES JAPAN in 吉祥寺 2019に出演。
- 6月1日、SAKAE SP-RING 2019に出演。
- 7月6日、見放題2019に出演。
- 7月19日、新栄APOLLO BASEでのライブを皮切りに、名古屋、大阪、仙台の3都市で、「リアクション ザ ブッタ 3ヶ月連続2マンライブ～Sparkle旅行編～」を開催。（7/19 名古屋 w:ASH DA HERO、8/31 大阪 w:鶴、9/6 仙台 w:Bentham）
- 7月27日、鈴鹿サーキットにて開催される「8フェス」に出演。
- 8月10日、TREASURE05X 2019 -HEADING FOR TOMORROW-に出演。
- 8月17日、駿府城夏まつり「水祭-suisai-」に出演。
- 9月15日、TOKYO CALLING 2019に出演。
- 9月16、17、18日、世界三大音楽見本市の「Music Matters 2019 in Singapore」に日本代表として出演。
- 10月6日、地元埼玉の先輩バンドである鶴が主催する「鶴フェス2019」に出演。
- 10月12日、FM802 30PARTY MINAMI WHEEL 2019に出演予定であったが、台風19号の接近による影響のため開催中止。
- 10月14日、弁天周遊祭=BENTEN CIRCUIT 2019=に出演。
- 10月19日、JOKAFES 2019に出演。
- 10月26日、KAKASHIが主催する「灯火祭2019」に出演。
- 11月4日、西川口Heartsでのライブを皮切りに、全12公演の全国ツアー「リアクション ザ ブッタ Tour 2019」を開催。
- 11月13日、バンド初となる配信限定シングル「ワスレナグサ」をリリース。（Apple Music、iTunesにて先行配信。11月27日よりその他主要配信サイトにて配信開始）
- 11月23日、alcottが主催する「BUTAFES 2019 -NAMAKEBUTA METABOLIC ROCK FESTIVAL-」に出演。

2020年
- 1月25日、「リアクション ザ ブッタ Tour 2019」追加公演として、名古屋ell.FITS ALLにてワンマンライブを開催。
- 1月26日、「リアクション ザ ブッタ Tour 2019」追加公演として、大阪 福島LIVE SQUARE 2nd LINEにてワンマンライブを開催。
- 2月2日、代官山UNITにてツアーファイナルワンマンライブを開催。
- 2月9日、machioto2020に出演。
- 3月7日、見放題東京2020に出演予定であったが出演辞退。イベントも新型コロナウイルスの感染拡大防止のため開催中止となる。
- 3月21日、HIROSHIMA MUSIC STADIUM-ハルバン’20-に出演予定であったが、新型コロナウイルスの感染拡大状況を鑑み開催中止となる。
- 4月25日、オンラインサーキットフェス「おうちフェス2020」に出演（佐々木のみ）。
- 5月9日、CRAZY VODKA TONICとオンライン2マンライブ「084×048」を開催。
- 5月10日、西川口Heartsにて自主企画「Fantastic GIGS」を開催予定であったが、新型コロナウイルス予防・拡散防止の観点から開催中止となる。
- 5月24日、MiMiNOKOROCK FES JAPAN in 吉祥寺 2020に出演予定であったが、新型コロナウイルス感染の拡大の影響を受け開催中止となる。
- 6月6日、SAKAE SP-RING 2020に出演予定であったが、新型コロナウイルス感染拡大の状況を踏まえ開催中止となる。
- 6月20日、西川口Heartsにて、自身初となる生配信ワンマンライブ「〜Fantastic GIGS復活祭〜」を開催。

2024年
- 3月17日、「リアクション ザ ブッタ ONEMAN TOUR 2024」の最終公演にて、ソニー・ミュージックレーベルズ内のSACRA MUSICよりベスト盤「REACTION THE BEST」をもってメジャーデビューすることを発表した[2][3]。

## 作品

### 未発表曲
- 34℃
  - 『Wonder Rule Release Tour 2016-2017』のツアー会場引き換え特典CD。6th mini album「Wonder Rule」のタワーレコード購入者特典のアナザージャケットとHMV購入者特典の缶バッジの両方を持参するとプレゼントされた。

### 楽曲提供
- ベイビーレイズJAPAN
  - 「デイズ」（「閃光Believer」初回生産限定盤A 収録曲）

作詞、作曲、演奏提供を行っている。
- みきなつみ
  - 「ボクらの叫び」（「とけたアイスの味は青かった」収録曲）

アレンジ、演奏提供を行っている。

## 出演

### ラジオ
- BUTTAMAGE!!!（毎週木曜25:00~25:30 、ZIP-FM）自身初のレギュラー番組

- 英語を深掘り・海外ヒットソング(第1・3月曜 20:00~ / インターネットラジオステーション・BSCラジオ)　佐々木のみ出演

## タイアップ
| タイトル     | タイアップ先                                                                             |                                              |
| ------------ | ---------------------------------------------------------------------------------------- | -------------------------------------------- |
| Sky pocket   | JCN関東「頑張れ！スポーツ 埼玉」テーマソング                                             | JCN関東「頑張れ！スポーツ 埼玉」テーマソング |
| その声で     | JCN関東「頑張れ！スポーツ 埼玉」テーマソング                                             | JCN関東「頑張れ！スポーツ 埼玉」テーマソング |
| 君へ         | 映画「CAGE」挿入歌                                                                       |                                              |
| Wonder Rule  | テレビ東京「音流～ONRYU～」2016年10月期エンディングテーマ 映画「CAGE」オープニングテーマ |                                              |
| 何度も       | 映画「CAGE」エンディングテーマ                                                           |                                              |
| ワスレナグサ | TBSラジオ 2019年12月度 月推しアーティスト                                                |                                              |
| 虹を呼ぶ     | TBS系ドラマストリーム「村井の恋」エンディングテーマ                                      |                                              |
| Voyager      | テレビ埼玉「REDS TV GGR」「浦和レッズスーパーマッチ」エンディングテーマ                  |                                              |